# Лига ФИБА Америка 2013
Лига ФИБА Америка 2013 - 6-й розыгрыш главного баскетбольного континентального турнира Америки.

## Участники
| Страна (Лига)          | Кол-во | Команды (место в нац.чемпионате 2011-12) | Команды (место в нац.чемпионате 2011-12) | Команды (место в нац.чемпионате 2011-12) | Команды (место в нац.чемпионате 2011-12) | Команды (место в нац.чемпионате 2011-12) |
| ---------------------- | ------ | ---------------------------------------- | ---------------------------------------- | ---------------------------------------- | ---------------------------------------- | ---------------------------------------- |
| Бразилия (НББ)         | 4      | Бразилиа (1)                             | Сан-Жозе (2)                             | Фламенго (Полуиналист)                   | Пиньейрос (Полуфиналист)                 |                                          |
| Мексика (ЛНПБ)         | 3      | Фуэрса Рехиа де Монтеррей (Полуфиналист) | Пионерос де Кинтана-Роо (Полуфиналист)   | Осос де Гвадалахара (-)                  |                                          |                                          |
| Венесуэла (ЛПБ)        | 2      | Эстрельяс Оксиденталес (-)               | Эстрельяс Орьенталес (-)                 |                                          |                                          |                                          |
| Аргентина (Лига А)     | 1      | Ланус (Четвертьфиналист)                 |                                          |                                          |                                          |                                          |
| Пуэрто-Рико (БСН)      | 1      | Капитанес де Аресибо (Четвертьфиналист)  |                                          |                                          |                                          |                                          |
| Эквадор (1-й дивизион) | 1      | Маворт (?)                               |                                          |                                          |                                          |                                          |

## Финал Четырёх
| Поз. | Команда              | И | В | П | ОЗ  | ОП  | +/- |
| ---- | -------------------- | - | - | - | --- | --- | --- |
| 1.   | Пиньейрос            | 3 | 2 | 1 | 251 | 227 | 24  |
| 2.   | Ланус                | 3 | 2 | 1 | 234 | 213 | 21  |
| 3.   | Капитанес де Аресибо | 3 | 1 | 2 | 246 | 253 | -7  |
| 4.   | Бразилиа             | 3 | 1 | 2 | 208 | 246 | -38 |